# Hönbach
Hönbach ist ein Stadtteil von Sonneberg im gleichnamigen Landkreis im Süden von Thüringen.

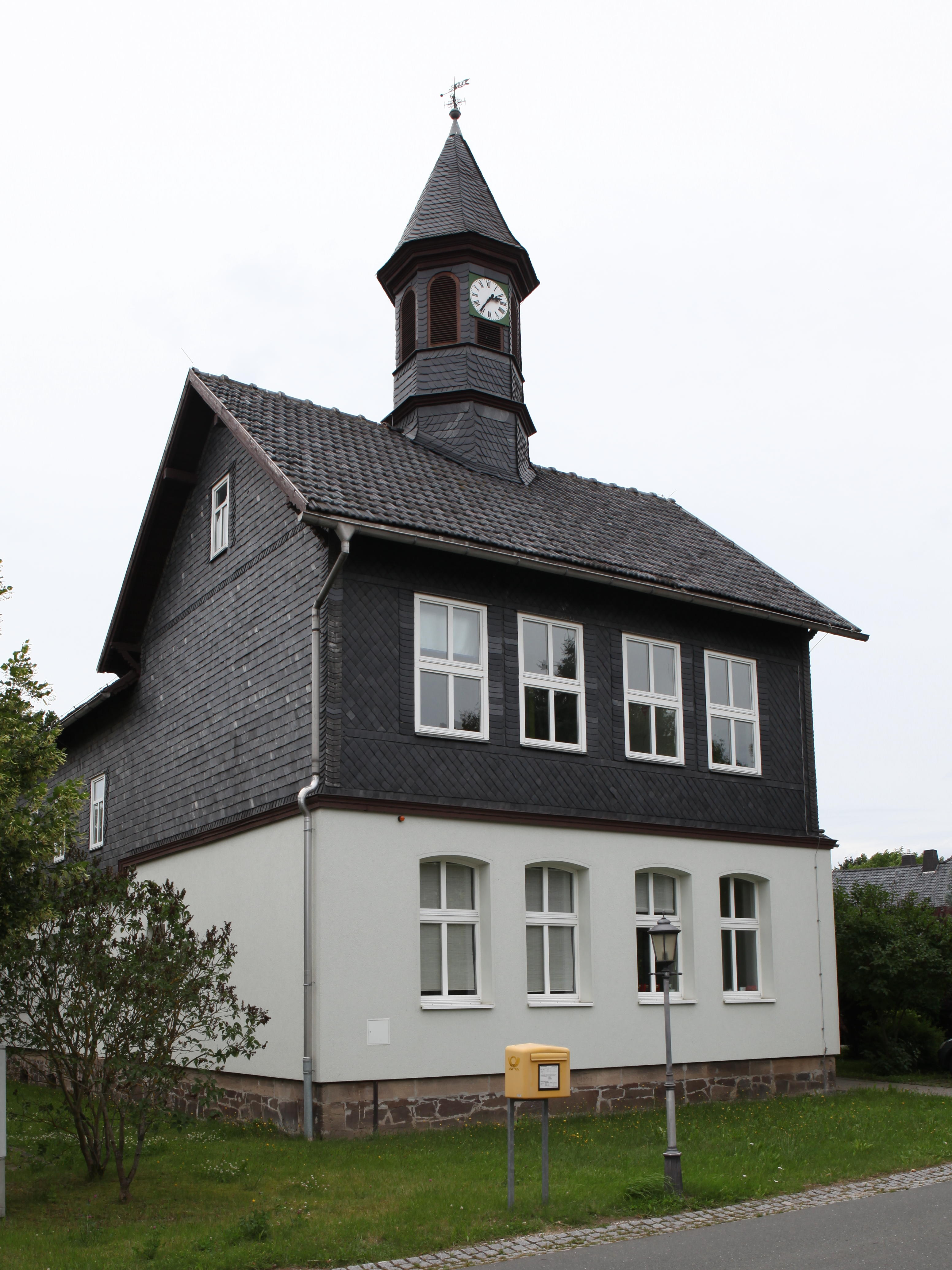
Ehemaliges Schulhaus

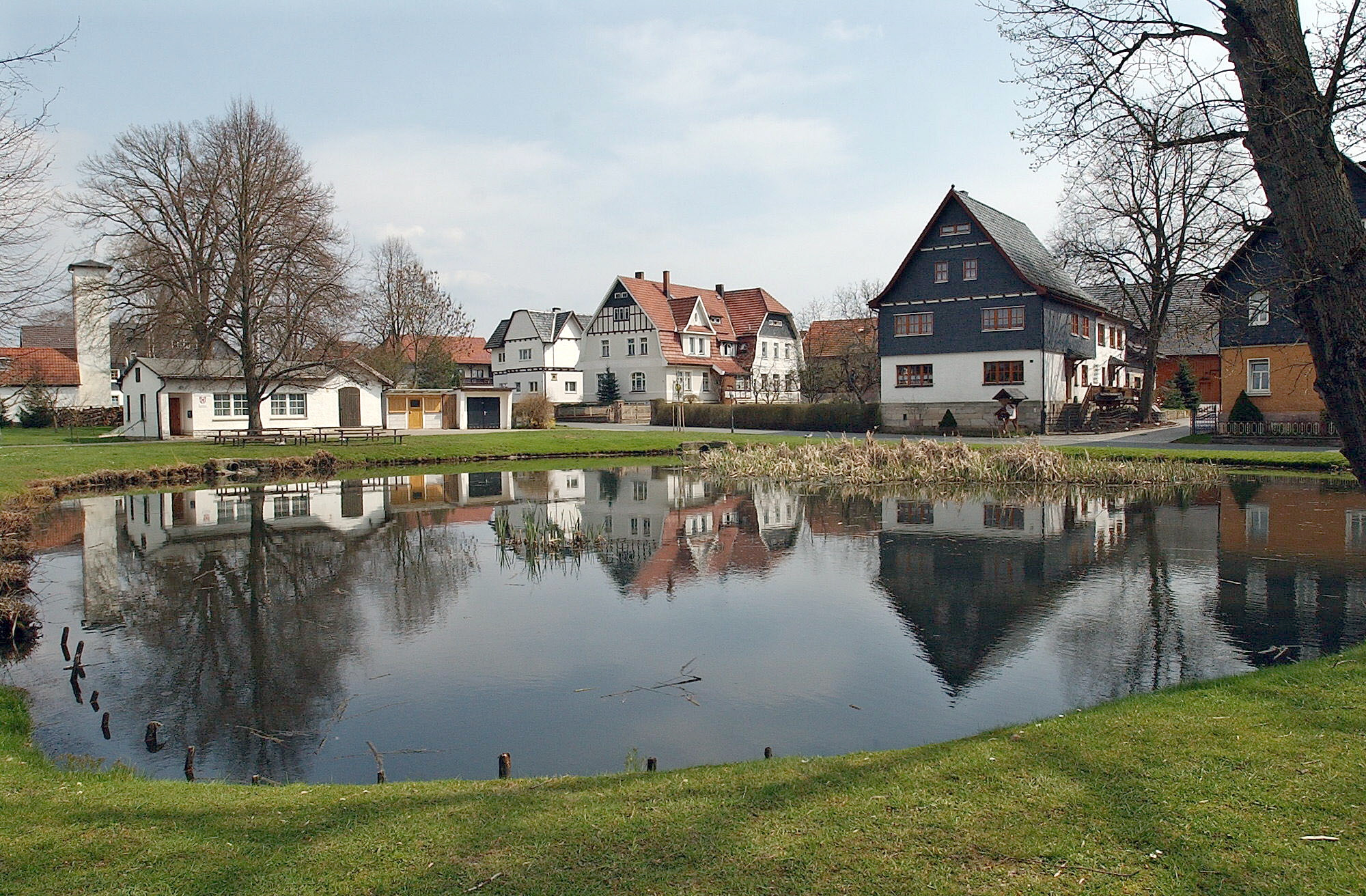
Oberer Dorfteich

## Geografische Lage
Hönbach liegt direkt an der thüringisch-bayerischen Landesgrenze auf halber Strecke zwischen der Stadtmitte Sonnebergs in der Unteren Stadt im Nordosten und Neustadts Stadtmitte im Südwesten. Durch Hönbach führt die Bahnstrecke Coburg–Ernstthal am Rennsteig. Südlich von Hönbach liegt die Gebrannte Brücke. Der Ort ist als Angerdorf angelegt.

## Geschichte
Erstmals urkundlich erwähnt wurde Hönbach im Urbar von 1317 als „Hainbuche“. Der Name des Stadtteils hat deshalb nichts zu tun mit einem Bach wie der Röthen, auf deren Niederterrasse der Ort liegt. 1884 wurde ein neues Schulhaus eingeweiht.
Hönbach wurde erstmals am 1. Dezember 1922 nach Sonneberg eingemeindet, am 1. Februar 1984 allerdings aufgrund der unmittelbaren Nähe zur innerdeutschen Grenze, die keine 500 Meter vom Ortskern verlief, wieder ausgegliedert. Der Schulbetrieb in der Ortsschule wurde am 5. Juli 1973 beendet. Am 30. Juni 1994 folgte die erneute Eingemeindung nach Sonneberg.
In Hönbach entstanden seit der 1990er Jahre ein attraktives Wohngebiet mit mehreren Einzel- und Mehrfamilienhäusern, so unter anderem die Feldstraße und die Ludwig-Spieß-Straße, welche den Ortsteil mithin zu einer begehrten Wohngegend der Kreisstadt Sonneberg gestalten.